# Jürgen Rüttgers

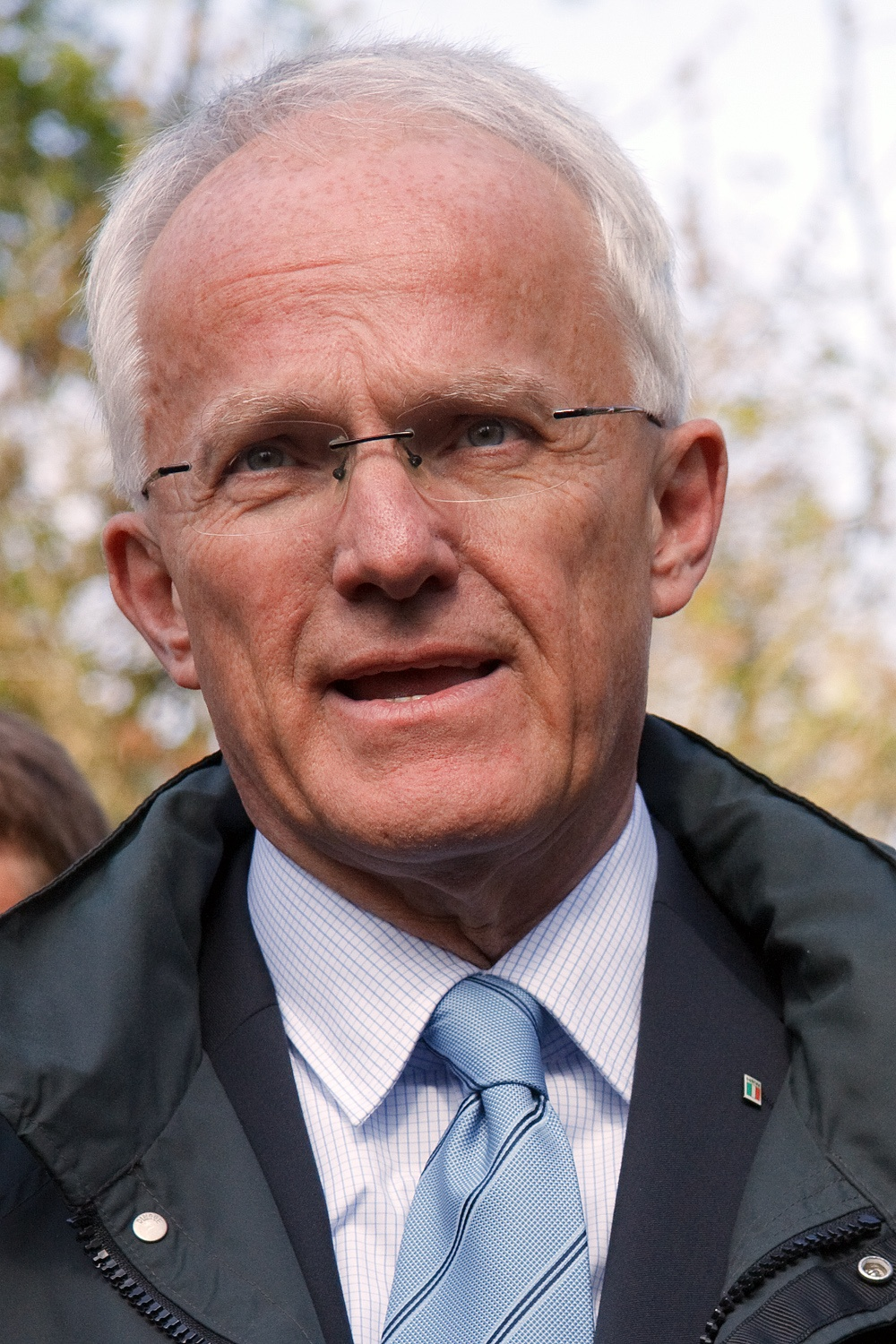
Jürgen Rüttgers, 2010

Jürgen Rüttgers (Keulen, 26 juni 1951) is een Duitse politicus van de CDU en van 2005 tot 2010 de minister-president  van Noordrijn-Westfalen. Hij was van 1994 tot 1998 minister van onderwijs, wetenschap, onderzoek en technologie in de Duitse bondsregering. Ook zat hij in de Bondsdag.

## Publicaties
- Jürgen Rüttgers: Worum es heute geht. Bastei Lübbe Verlag, 2005, ISBN 3404605578
- Jürgen Rüttgers: Zeitenwende, Wendezeiten. Siedler Verlag, 1999, ISBN 3886806782
- Siegfried Honert, Jürgen Rüttgers, Joachim Sanden: Landeswassergesetz Nordrhein-Westfalen. Deutscher Gemeindeverlag, 1996, ISBN 3555303775
- Jürgen Rüttgers: Dinosaurier der Demokratie. Wege aus der Parteienkrise und Politikverdrossenheit. Hoffmann und Cie. Hamburg 1996, ISBN 3455084745
- André Leysen, Jürgen Rüttgers: Wege aus der blockierten Gesellschaft – Perspektiven für die Gestaltung der Zukunft : 110. Gesprächskreis. Körber-Stiftung, ISBN 389684220X
- Siegfried Honert und Jürgen Rüttgers: Landeswassergesetz Nordrhein-Westfalen. Kommentar. 1990, ISBN 3555302841
- Jürgen Rüttgers: Europas Wege in den Weltraum. Umschau Verlag, 1989, ISBN 352469084X
- Siegfried Honert und Jürgen Rüttgers: ABC der Abwasserabgabe. Dtsch. Gem.-Vlg., Köln 1983, ISBN 3555004875